# Ямайский вариант английского языка
Яма́йский вариа́нт англи́йского языка́ (англ. Jamaican English «ямайский английский») — форма английского языка, используемая на Ямайке.

## Грамматика
Ямайка находится географически ближе к Соединённым Штатам Америки, но по причине того, что она являлась британской колонией вплоть до 1962 года, в ямайских школах традиционно преподают британский вариант английского языка, а в ямайском английском используются стандартные правила правописания британского английского.

## Отличия от ямайского креольского
Существуют серьёзные различия между ямайским вариантом английского языка и ямайским креольским языком (также известным как патуа) — контактным языком, развившимся на основе английского в XVII веке, в среде завезённых на Ямайку чёрных рабов из Африки. Произношение этих двух языков значительно различается. Тем не менее, много лексики в ямайском английском заимствовано из патуа.
Ямайский креольский язык используется большинством людей при повседневных, неформальных ситуациях, это язык, который ямайцы используют дома и с которым они наиболее знакомы, а также язык, используемый большинством местных музыкальных исполнителей. Патуа используется даже в газетах и на радио. Стандартный английский, с другой стороны, на Ямайке является языком образования, высокой культуры, официальным языком правительства, средств массовой информации и делового общения.